# XGRS
XGRS war eine ab Juni 1940 von Deutschen betriebene Rundfunkstation in Shanghai. Dabei stand im Rufzeichen „X“ für China, „GRS“ für „German Radio Station“. Gesendet wurde anfangs auf Mittelwelle und – zu verschiedenen Zeiten – auf den Kurzwellenfrequenzen: 11880, 11920 oder 12015 kHz.

## Geschichte
Der offiziell von der „deutschen Gemeinde Shanghai“ getragene Radiosender wurde vom Auswärtigen Amt finanziert, da man unter Ribbentrop versuchte, der Propaganda Goebbelscher Prägung ein Gegengewicht gegenüberzustellen. Anfangs sendete man als „Deutscher Rundfunksender Shanghai. The Call of the Far East“, später, nach Ausdehnung der Reichweite und Verbesserung der Ausstattung als „Europasender Shanghai – The Voice of Europe“. Gesendet wurde vorwiegend in englischer Sprache. Einzelne Sendungen wurden auch in Hindi, Mandarin-Chinesisch und Russisch ausgestrahlt. Die Antenne der Station befand sich auf dem Dach der deutschen Kaiser-Wilhelm-Schule in der Great Western Road innerhalb des International Settlement.
Die zuständigen Japaner (Radio Control Bureau) erteilten eine Sendelizenz mit 10 kW, beanspruchten aber zwei Stunden täglich den Sender nachts für ihre Zwecke. Zunächst finanzierte man sich aus der Vermietung von Sendezeiten an italienische Betreiber (XIRS). Anfangs sendete man mit 300 W auf Mittelwelle und mit 100 W auf Kurzwelle, was bis Harbin hörbar war.
Nach Übernahme durch das Außenamt im Herbst 1940 trug dieses alle Kosten, so auch die Pacht von 5000 RM monatlich an die deutsche Gemeinde. Als Nachrichtenagentur nutzte man Transocean, das deutsche Nachrichtenbüro später auch United Press. Man sah sich als propagandistisches Gegenstück zum britischen Sender XMHA (“The Call of the Orient”) und dem amerikanischen XMHC. Nachrichten strahlte man vier Mal täglich in englischer, je einmal in deutscher und chinesischer Sprache aus. Tagsüber gab es anfangs fast nur Marsch- und Volksmusik, abends klassische Konzerte. Nachdem Wickert übernommen hatte, versuchte man das Programm durch Operetten, Tanzmusik, Wunschkonzert und vereinzelt – nach Streitereien mit der Berliner Propagandaabteilung – sogar „Negermusik“ (Jazz) für ausländische Hörer attraktiver zu machen. Auch fuhr man die anti-amerikanische Propaganda zurück. Zugleich sicherte man sich durch Schmiergeldzahlungen an Journalisten der anderen westlichen Stationen eine Abmilderung der anti-deutschen Berichterstattung. Klarer KW-Empfang war bis an die amerikanische Westküste möglich.
Man mietete im Dezember 1941 abendlich auch 3½ Stunden Sendezeit für das von Flick-Steger geschriebene Programm “Bill und Mack” bei der Station XQHB, die von der Amerikanerin Ella M. Robertson betrieben wurde. Die Pläne, einen Großsender mit 100 kW einzurichten, wurden mit Beginn des Pazifikkrieges hinfällig, die Japaner schlossen die Shanghaier Konkurrenzsender der Alliierten.
Am 25. Mai 1945 übernahmen die Japaner die Station ganz und gaben ihr das neue Rufzeichen XGOO, gesendet wurde nur noch auf Kurzwelle mit einer Leistung von 5 kW. Die national-chinesische Regierung führte die Station ab 25. November 1945 als XORA.

## Personal
Als Leiter fungierte der im September 1940 Rundfunkattache gesandte Dr. Erwin Wickert (1915–2008). Der wegen seiner Manieren umstrittene Wickert wurde, auf Veranlassung des Ortsgruppenleiters Siegfried Lahrmann, Anfang 1941 durch Rudolf Grau abgelöst. Die Informationsstelle führte Jesco von Puttkamer (1903–1969). Eine parallel eingerichtete Abhörstelle, eine Nebenstelle des Sonderdienst Seehaus, leitete der Schweizer Walter Leo Meyer, dem im Frühjahr 1942 Eva Tonn folgte. Die redaktionelle Leitung übernahm nach seinem Eintreffen in Shanghai im Dezember 1940 Carl Flick-Steger (1899–1961 Deutsch-Amerikaner), der zum maßgeblichen NS-Propagandisten wurde. Als Kommentatoren arbeiteten Herbert Moy (1913–1945, Amerikaner chinesischer Abstammung), Robert Fockler (Amerikaner) und der Österreicher Peter Waldbauer (alias Reginald Hollingsworth. Seine Kolumne hieß »A Briton´s Point of View!«). Ab 1942 moderierte auch der SD-Mitarbeiter Frederick Anton Wiehl. Der Australier John Holland, zeitweiliger Mitarbeiter ab 1942 wurde nach dem Krieg wegen Hochverrats zu fünf Jahren Haft verurteilt.